# Freya rubiginosa
Freya rubiginosa är en spindelart som först beskrevs av Koch C.L. 1846.  Freya rubiginosa ingår i släktet Freya och familjen hoppspindlar. Inga underarter finns listade i Catalogue of Life.